# HMS Glowworm (1935)
HMS Glowworm (H92) – brytyjski niszczyciel typu G z okresu II wojny światowej. Stępkę pod budowę okrętu położono 15 sierpnia 1934 w stoczni John I. Thornycroft & Company w Woolston, jednostka weszła do służby 22 stycznia 1936. Koszt budowy wyniósł 300 000 funtów.

## Służba przedwojenna
Pierwsze zadania po włączeniu do służby wykonywał na Morzu Śródziemnym. W maju 1936 roku dołączył do 20. Flotylli Niszczycieli. W sierpniu przeszedł do 1. Flotylli, gdzie pozostawał do czerwca 1938, kiedy wrócił do Portsmouth, gdzie miał zostać przesunięty do rezerwy. Z powodu nadchodzącego zagrożenia wojną został przesunięty do służby czynnej i ponownie przydzielony do 1. Flotylli Niszczycieli w lipcu 1938. Między innymi eskortował konwoje w czasie wojny domowej w Hiszpanii i czasie kryzysu monachijskiego. Uczestniczył w 2 kolizjach: pierwszej w czasie nocnych ćwiczeń z HMS „Grenade” – jego okrętem siostrzanym 16 maja 1939 w pobliżu Malty i ze szwedzkim statkiem „Rex” w lutym 1940. Obie kolizje zakończyły się poważnymi remontami. W pierwszym przypadku zniszczony był dziób – rozdarcie blach na szerokości przynajmniej 7 metrów na obu burtach.

## Początek wojny
22 lipca 1939 dowódcą niszczyciela został komandor podporucznik Gerard Broadmead Roope. W grudniu 1939 „Glowworm” został przeniesiony z Floty Śródziemnomorskiej do Sił Harwich. 5 kwietnia 1940 wyszedł z portu na sztormowe wody norweskie jako jeden z okrętów flotylli komandora Warburton-Lee eskortującej krążownik liniowy HMS „Renown” i krążownik HMS „Birmingham”, które miały za zadanie przechwycenie ewentualnych niemieckich sił inwazyjnych atakujących Norwegię.
6 kwietnia podczas osłaniania operacji minowania (Operacja Wilfrid) w pobliżu wybrzeża norweskiego stracił członka załogi zmytego za burtę. Po zezwoleniu udzielonym przez „Renowna”, zawrócił aby szukać rozbitka. Po bezowocnym poszukiwaniach „Glowworm” 8 kwietnia, płynąc nadal samotnie, zobaczył niszczyciel, który zidentyfikował się jako okręt szwedzki. W rzeczywistości był to niemiecki niszczyciel „Bernd von Arnim”. Przeciwnik szybko otworzył ogień, na który „Glowworm” odpowiedział. Do potyczki przyłączył się drugi niemiecki niszczyciel „Paul Jacobi”. Niemieckie okręty, załadowane siłami inwazyjnymi, wycofały się i zniknęły w sztormowej pogodzie. Roope ścigał obie jednostki, przypuszczając, że będą one chciały dołączyć do głównych sił inwazyjnych, co da mu szansę poinformować o pozycji głównych sił Admiralicję.

## Walka z Hipperem
Po wyjściu z mgły „Glowworm” natknął się na niemiecką flotę inwazyjną prowadzoną przez krążownik ciężki „Admiral Hipper” podążającą do Trondheim w ramach operacji „Weserübung”. Pomimo olbrzymiej dysproporcji sił, dowódca „Glowworma” zdecydował się nawiązać walkę z okrętami nieprzyjaciela. Okręt wykonał atak torpedowy, otrzymując w tym czasie kilka trafień z dział „Hippera”, ale wszystkie wystrzelone torpedy chybiły. Roope podjął wówczas dramatyczną decyzję o staranowaniu nieprzyjacielskiego krążownika, mając nadzieję poważnie go uszkodzić. W czasie „szarży” „Glowworma” na okręt niemiecki jeden z wystrzelonych przez „Hippera” pocisków trafił w maszt niszczyciela, który padając na nadbudówki spowodował zwarcie w syrenie okrętowej; ostatnim chwilom okrętu aż do jego zatonięcia towarzyszył donośny głos syreny. Angielski niszczyciel uderzył w sterburtę „Hippera” w okolicach dziobu, poważnie go uszkadzając. Kolizja rozdarła około 30 metrów pancerza, uszkadzając jednocześnie boczną wyrzutnię torpedową, zabijając jednego załoganta niemieckiego i przebijając dwa zbiorniki na słodką wodę. Po kolizji płonący „Glowworm” dryfował przez kilka minut przy burcie „Hippera”, po czym przewrócił się i zatonął (przybliżone koordynaty zatonięcia to 64°30′N i 6°30′E). Z całej załogi uratowano 31 osób. Niemiecki krążownik, który nabrał 500 ton wody w kadłubie, dopłynął do Trondheim.

## Odznaczenie dowódcy niszczyciela
Dowodzący „Glowwormem” Roope został pośmiertnie odznaczony Krzyżem Wiktorii, był to pierwszy Krzyż Wiktorii przyznany w czasie II wojny światowej. Wartym odnotowania faktem jest, iż Roope otrzymał to odznaczenie także dzięki honorowej postawie dowódcy niemieckiego okrętu Hellmutha Heye’a, który za pośrednictwem Międzynarodowego Czerwonego Krzyża napisał list do brytyjskiej Admiralicji opisujący bohaterską akcję brytyjskiego okrętu i jego dowódcy.